# Fiolet metylowy
Fiolet metylowy (fiolet metylowy 2B, fiolet zasadowy 1) – mieszanina 3 organicznych związków chemicznych: tetra-, penta- i heksametylowych pochodnych chlorowodorku pararozaniliny, [(H
2NC
6H
4)
3C]+
Cl−
. Numer CAS 101357-18-0 lub 8004-87-3. Głównym składnikiem jest związek pentametylowy, natomiast pochodna w pełni metylowana (chlorowodorek heksametylopararozaniliny) znana jest jako fiolet krystaliczny (lub fiolet zasadowy 3, fiolet gencjanowy i in.). Jako „fiolet gencjanowy” określa się też mieszaninę fioletu metylowego z fioletem krystalicznym, służącą do sporządzania gencjany.
Otrzymywany jest przez przedmuchiwanie powietrza przez roztwór dimetyloaniliny w obecności fenolu, chlorku sodu i soli miedzi(II), co prowadzi do częściowej dealkilacji dimetyloaniliny z wydzieleniem formaldehydu, który ulega kondensacji z aminoanilinami obecnymi w mieszaninie.
W stanie stałym jest zielonym krystalicznym proszkiem, natomiast roztwory mają kolor żółty (pH < 0,15) lub fioletowy (pH > 3,2).
Stosowany jest m.in. jako wskaźnik pH (zakres zmiany barwy pH 0,1–2,0) i wskaźnik do wykrywania utleniaczy (ze względu na odbarwianie się w środowisku utleniającym), jako substancja barwiąca denaturat i składnik rysików ołówków kopiowych.
| Liczba grup metylowych | 4             | 5             | 6                 |
| Wzór strukturalny      |               |               | Methyl violet 10B |
| Wzór sumaryczny        | C 23H 26N 3Cl | C 24H 28N 3Cl | C 25H 30N 3Cl     |
| PubChem ID             | 91997555      | 196986        | 11057             |